# Římskokatolická farnost u kostela sv. Vojtěcha Praha-Nové Město
Římskokatolická farnost u kostela sv. Vojtěcha Praha-Nové Město je územním společenstvím římských katolíků v rámci I. pražského vikariátu arcidiecéze pražské. Centrum farnosti je u kostela svatého Vojtěcha a náleží k ní i klášterní kostel svaté Voršily. Farářem je P. Benedikt Hudema.

## Historie
Kostel svatého Vojtěcha je zmiňován v roce 1318 i s plebánií, k obnovení farnosti došlo v roce 1624 a matriční knihy jsou vedeny od roku 1653.

## Ustanovení ve farnosti
- P. Benedikt Hudema – farář a rektor klášterního kostela svaté Voršily
- JCLic. Mgr. Ondřej Pávek – výpomocný duchovní

## Kostely a aktivity farnosti
| Kostel                          | Místo         | Bohoslužba                                          | Bohoslužba                    | Poznámka         |
| ------------------------------- | ------------- | --------------------------------------------------- | ----------------------------- | ---------------- |
| Kostel svatého Vojtěcha Většího | Nové Město    | neděle pondělí, středa, pátek úterý, čtvrtek sobota | 08.00 10.00 19.00 06.30 07.00 | farní kostel     |
| Kostel svaté Voršily            | Národní třída | každý den v týdnu                                   | 17.00                         | klášterní kostel |

Farnost se stará o duchovní potřeby místních obyvatel, ale i o návštěvníky a turisty. Angažuje se nejen v pravidelných bohoslužbách, ale také v různých duchovních a komunitních aktivitách od mší, modliteb, biblických studií po setkání pro děti a mládež. Pořádá i různé kulturní a vzdělávací akce. 